# أوغاكي (غيفو)
مدينة أوغاكي (بالإنجليزية: Ōgaki)‏ هي أحد المدن التابعة لمحافظة غيفو. تأسست رسميًا في 01/04/1918. ويقدر عدد سكانها بـ 163047 نسمة حسب تقدير مكتب الإحصاء الياباني لعام 2012. تبلغ مساحة أوغاكي 206.52 كم2. بكثافة سكانية تبلغ 789 نسمة/كم2.

## المناخ
يظهر الجدول التالي التغييرات المناخية على مدار السنة لأوغاكي:
| البيانات المناخية لـأوغاكي          | البيانات المناخية لـأوغاكي | البيانات المناخية لـأوغاكي | البيانات المناخية لـأوغاكي | البيانات المناخية لـأوغاكي | البيانات المناخية لـأوغاكي | البيانات المناخية لـأوغاكي | البيانات المناخية لـأوغاكي | البيانات المناخية لـأوغاكي | البيانات المناخية لـأوغاكي | البيانات المناخية لـأوغاكي | البيانات المناخية لـأوغاكي | البيانات المناخية لـأوغاكي | البيانات المناخية لـأوغاكي |
| الشهر                               | يناير                      | فبراير                     | مارس                       | أبريل                      | مايو                       | يونيو                      | يوليو                      | أغسطس                      | سبتمبر                     | أكتوبر                     | نوفمبر                     | ديسمبر                     | المعدل السنوي              |
| ----------------------------------- | -------------------------- | -------------------------- | -------------------------- | -------------------------- | -------------------------- | -------------------------- | -------------------------- | -------------------------- | -------------------------- | -------------------------- | -------------------------- | -------------------------- | -------------------------- |
| الدرجة القصوى °م (°ف)               | 16.0 (60.8)                | 19.7 (67.5)                | 25.2 (77.4)                | 29.7 (85.5)                | 33.1 (91.6)                | 35.9 (96.6)                | 38.7 (101.7)               | 38.7 (101.7)               | 36.4 (97.5)                | 30.7 (87.3)                | 25.1 (77.2)                | 19.4 (66.9)                | 38.7 (101.7)               |
| متوسط درجة الحرارة الكبرى °م (°ف)   | 8.3 (46.9)                 | 9.4 (48.9)                 | 13.2 (55.8)                | 19.5 (67.1)                | 23.9 (75.0)                | 27.3 (81.1)                | 30.9 (87.6)                | 32.8 (91.0)                | 28.6 (83.5)                | 22.9 (73.2)                | 16.9 (62.4)                | 11.3 (52.3)                | 20.4 (68.7)                |
| متوسط درجة الحرارة الصغرى °م (°ف)   | 1.2 (34.2)                 | 1.4 (34.5)                 | 4.3 (39.7)                 | 9.6 (49.3)                 | 14.6 (58.3)                | 19.2 (66.6)                | 23.3 (73.9)                | 24.4 (75.9)                | 20.6 (69.1)                | 14.3 (57.7)                | 8.3 (46.9)                 | 3.4 (38.1)                 | 12.1 (53.7)                |
| أدنى درجة حرارة °م (°ف)             | −5.3 (22.5)                | −7.0 (19.4)                | −4.5 (23.9)                | 0.9 (33.6)                 | 6.5 (43.7)                 | 13.0 (55.4)                | 17.0 (62.6)                | 17.9 (64.2)                | 11.6 (52.9)                | 4.5 (40.1)                 | −0.2 (31.6)                | −3.8 (25.2)                | −7.0 (19.4)                |
| الهطول مم (إنش)                     | 67.8 (2.67)                | 81.9 (3.22)                | 141.0 (5.55)               | 168.0 (6.61)               | 213.4 (8.40)               | 268.5 (10.57)              | 278.1 (10.95)              | 161.8 (6.37)               | 227.2 (8.94)               | 130.3 (5.13)               | 89.0 (3.50)                | 57.9 (2.28)                | 1٬884٫9 (74.19)            |
| متوسط أيام هطول الأمطار (≥ 1.0 mm)  | 9.8                        | 9.1                        | 10.6                       | 10.1                       | 11.0                       | 12.3                       | 13.7                       | 9.6                        | 11.6                       | 8.6                        | 7.6                        | 9.3                        | 123.3                      |
| ساعات سطوع الشمس الشهرية            | 129.9                      | 138.8                      | 170.1                      | 187.3                      | 189.6                      | 155.6                      | 163.3                      | 196.3                      | 152.2                      | 156.7                      | 137.3                      | 133.1                      | 1٬910٫2                    |
| المصدر: Japan Meteorological Agency |                            |                            |                            |                            |                            |                            |                            |                            |                            |                            |                            |                            |                            |

## توأمة
لأوغاكي (غيفو) اتفاقيات توأمة مع كل من:
- نامور
- City of Glen Eira [الإنجليزية]‏
- شتوتغارت

## أعلام
- هيروشي تاناهاشي
- كينجي ناكامورا